# Patch panel

Patch Panell.

El Patch Panel (la traducció més propera seria panell d'interconnexió), és l'element on va a raure un extrem de tots els cables d'un cablejat estructurat d'un edifici, per poder-los inter-connectar. Serveix com un organitzador de les connexions de la xarxa, perquè els elements relacionats de la Xarxa LAN i els equips a connectar-hi puguin ser fàcilment incorporats al sistema i a part als ports de connexió dels equips actius de la xarxa (switch, router. etc.) sense causar-hi cap dany pel constant treball de connectar i desconnectar els seus ports.
Els seus panells electrònics utilitzats en algun punt d'una xarxa informàtica o sistema de comunicacions analògic o digital on tots els cables de xarxa acaben. Es pot definir com panells on s'ubiquen els ports d'una xarxa o extrems analògics o digitals d'una xarxa, normalment localitzats en un bastidor o rack de telecomunicacions. Totes les línies d'entrada i sortida dels equips (ordinadors, servidors, impressores, entre altres) tindran la seva connexió a un d'aquests panells.
S'utilitzen també en aplicacions d'àudio o comunicacions.